# New Jersey kormányzóinak listája
Ez a lista az Amerikai Egyesült Államok New Jersey államának kormányzóit sorolja föl. A terület nagy része holland uralom alatt volt. A 17. században létező Új-Hollandia tartomány magába foglalta a mai New York (akkor New Amsterdam) város területét, illetve New Jersey állam nagy részét is. Annak ellenére, hogy a lenape indiánok nem ismerték el az európaiak földvásárlási jogát, a holland hatóságok elrendelték a területeladásokat. Ennek keretében legelőször a mai Manhattan területét vásárolta meg Peter Minuit, Új-Hollandia kormányzója.
A teljes terület Anglia irányítása alá került, amikor 1664-ben Richard Nicolls tábornok vezetésével egy angol flotta elhajózott a mai New York kikötőjébe és elfoglalta a kolóniát, amivel szemben nagyon kis ellenállást tanúsított mind a lakosság, mind a holland hatóságok.
Az angol polgárháború idején a Csatorna-szigetek, és ezen belül Jersey-sziget elöljárói hűek maradtak a Koronához, illetve menedéket nyújtottak a király számára, ezért II. Károly később két jersey-i, a királysághoz hű vezető, Sir George Carteret és John Berkeley között felosztotta a Hudson folyó és Delaware folyók közötti földet, a későbbi New Jersey területét. Ezért a terület a New Jersey tartomány nevet kapta.
Az első tíz évben csak a Hudson folyó völgyében létesültek angol települések, ezek lakossága pedig Új-Anglia területéről érkezett. 1673. március 18-án eladta területének felét a kvékereknek, akik a Delaware völgyében telepet hoztak létre.
New Jersey elég egyszerűen volt kormányozva 28 éven keresztül, 1674–1702 között, amikor két kis területre volt felosztva. Edward Hyde személyében New Jersey első királyi kormányzója egy nagyon korrupt és gyenge vezető volt, aki megvesztegethető volt, ezért Anglia 1708-ban visszahívta. Ezek után New Jersey területét a New York-i kormányzók irányították, ez viszont feldühítette a jerseyi lakókat, akik Lewis Morris vezetésével 1738-ban kivívták, hogy New Jersey-t New Yorktól függetlenül kormányozzák. New Jersey egyike volt annak a 13 gyarmatnak amelyek a függetlenségi háború alatt háborúba léptek Nagy Britanniával. Az 1776-os New Jerseyi alkotmány két nappal a második kontinentális kongresszus megszervezése előtt (amely kimondta az Amerikai Egyesült Államok függetlenségét) lett elfogadva.
Az állam képviselői kivétel nélkül aláírták a függetlenségi nyilatkozatot. A háború alatt számtalanszor lépett New Jersey területére brit sereg, és fontos csaták is voltak az állam területén, emiatt néha New Jerseyt mint „A forradalom útkereszteződését” említik. Az állam északi részén levő Morristown pedig fontos támaszpont volt az amerikai seregek számára.
1776. december 25-én George Washington átkelt a Delaware folyón (amit megfestett Emanuel Leutze is), majd meglepte a brit csapatokat, és Trentonban csatát nyert. Egy héttel később ugyanitt újra csatát nyert, majd később Princetonban is meglepetéssel győzte le a briteket. Később Monmouthban vívtak az amerikaiak George Washington vezetésével döntetlen csatát a britek ellen. 1783 nyarától szeptember 3-áig, a párizsi béke megkötéséig Princetonban székelt a Kontinentális Kongresszus, azaz Princeton volt az Egyesült Államok fővárosa.
1787. december 18-án New Jersey lett a harmadik állam amelyik ratifikálta az Egyesült Államok Alkotmányát. 1789-ben az első állam volt amely hivatalosította az Alkotmánykiegészítéseket.
A kormányzói széket négy évre lehet elnyerni, s az adott személy egyszer újraválasztható.
Jelenleg az 56. kormányzó, a Demokrata Párthoz tartozó Phil Murphy tölti be a tisztséget 2018. január 16. óta. A kormányzóhelyettes a szintén republikánus Sheila Oliver.

## Az Egyesült Államok fennhatóságát megelőző időszak kormányzói

### Az angol uralmat megelőző időszak kormányzói

#### Új-Hollandia fennhatósága alatti kormányzók (1624–64)
| Kép                                                  | Vezető                 | Hivatali idő kezdete | Hivatali idő vége |
| ---------------------------------------------------- | ---------------------- | -------------------- | ----------------- |
|                                                      | Cornelius Jacobsen May | 1624                 | 1625              |
|                                                      | Willem Verhulst        | 1625                 | 1626              |
| Portrait of Peter Minuit                             | Peter Minuit           | 1626                 | 1631              |
|                                                      | Sebastiaen Jansen Krol | 1632                 | 1633              |
| portrait of Wouter van Twiller by Washington Allston | Wouter van Twiller     | 1633                 | 1638              |
|                                                      | Willem Kieft           | 1638                 | 1647              |
| Portrait of Peter Stuyvesant                         | Peter Stuyvesant       | 1647                 | 1664              |

#### Új-Svédország fennhatósága alatti kormányzók (1638–55)
| Kép                                | Kormányzó              | Hivatali idő kezdete | Hivatali idő vége |
| ---------------------------------- | ---------------------- | -------------------- | ----------------- |
| Portrait of Peter Minuit           | Peter Minuit           | 1638                 | 1638              |
|                                    | Måns Nilsson Kling     | 1638                 | 1640              |
|                                    | Peter Hollander Ridder | 1640                 | 1643              |
| Portrait of Johan Björnsson Printz | Johan Björnsson Printz | 1643                 | 1653              |
|                                    | Johan Papegoja         | 1653                 | 1654              |
|                                    | Johan Classon Risingh  | 1654                 | 1655              |

#### Új-Angol kolónia (1634–49)
| Kép | Kormányzó          | Hivatali idő kezdete | Hivatali idő vége |
| --- | ------------------ | -------------------- | ----------------- |
|     | Sir Edmund Plowden | 1634                 | 1649              |

### Az Egyesült Királyság protektorátusa alatti kormányzók

#### A Lord Protektorátus fennhatósága alatti kormányzók (1664–73)
| Portrait | Governor        | Took office | Left office |
| -------- | --------------- | ----------- | ----------- |
|          | Richard Nicolls | 1664        | 1665        |
|          | Philip Carteret | 1665        | 1672        |
|          | John Berry      | 1672        | 1673        |

#### Új-Holland restaurációs kísérlet kormányzója (1673-74)
| Kép | Kormányzó     | Hivatali idő kezdete | Hivatali idő vége |
| --- | ------------- | -------------------- | ----------------- |
|     | Anthony Colve | 1673                 | 1674              |

#### Észak-Jersey kormányzói (1674–1702)
| Kép                           | Kormányzó       | Hivatali idő kezdete | Hivatali idő vége |
| ----------------------------- | --------------- | -------------------- | ----------------- |
|                               | Philip Carteret | 1674                 | 1682              |
| Portrait of Sir Edmund Andros | Edmund Andros   | 1674                 | 1681              |
|                               | Robert Barclay  | 1682                 | 1688              |
| Portrait of Sir Edmund Andros | Edmund Andros   | 1688                 | 1689              |
| Széküresedés                  | Széküresedés    | 1690                 | 1692              |
|                               | Andrew Hamilton | 1692                 | 1697              |
|                               | Jeremiah Basse  | 1698                 | 1699              |
|                               | Andrew Hamilton | 1699                 | 1702              |

#### Nyugat-Jersey kormányzói (1680–1702)
| Kép                           | Kormányzó       | Hivatali idő kezdete | Hivatali idő vége |
| ----------------------------- | --------------- | -------------------- | ----------------- |
|                               | Edward Byllynge | 1680                 | 1687              |
|                               | Dr. Daniel Coxe | 1687                 | 1688              |
| Portrait of Sir Edmund Andros | Edmund Andros   | 1688                 | 1689              |
|                               | Dr. Daniel Coxe | 1689                 | 1692              |
|                               | Andrew Hamilton | 1692                 | 1697              |
|                               | Jeremiah Basse  | 1698                 | 1699              |
|                               | Andrew Bowne    | 1699                 | 1699              |
|                               | Andrew Hamilton | 1699                 | 1702              |

### Koloniális kormányzók

#### New York és New Jersey közös kormányzói (1702–38)
| Kép                                                           | Kormányzó                         | Hivatali idő kezdete | Hivatali idő vége |
| ------------------------------------------------------------- | --------------------------------- | -------------------- | ----------------- |
| Portrait purported to be of Lord Cornbury in women's clothing | Edward Hyde, Lord Cornbury        | 1701                 | 1708              |
|                                                               | John Lovelace, 4th Baron Lovelace | 1708                 | 1709              |
|                                                               | Richard Ingoldesby                | 1709                 | 1710              |
| Portrait of Governor Hunter by Sir Godfrey Kneller (c.1720)   | Robert Hunter                     | 1710                 | 1720              |
| Portrait of William Burnet by John Watson                     | William Burnet                    | 1720                 | 1728              |
|                                                               | Colonel John Montgomerie          | 1728                 | 1731              |
| Portrait of Lewis Morris by John Watson                       | Lewis Morris                      | 1731                 | 1732              |
| Portrait of Sir William Cosby                                 | Sir William Cosby                 | 1732                 | 1736              |
|                                                               | John Anderson                     | 1736                 | 1736              |
|                                                               | John Hamilton                     | 1736                 | 1738              |
|                                                               | John West, 1st Earl De La Warr    | 1737                 | 1737              |

#### New Jersey koloniális kormányzói (1738–76)
| Kép                                          | Kormányzó        | Hivatali idő kezdete | Hivatali idő vége |
| -------------------------------------------- | ---------------- | -------------------- | ----------------- |
| Portrait of Lewis Morris                     | Lewis Morris     | 1738                 | 1746              |
|                                              | John Hamilton    | 1746                 | 1747              |
|                                              | John Reading     | 1747                 | 1747              |
| Portrait of Jonathan Belcher                 | Jonathan Belcher | 1747                 | 1757              |
|                                              | John Reading     | 1757                 | 1758              |
| Portrait of Francis Bernard                  | Francis Bernard  | 1758                 | 1760              |
|                                              | Thomas Boone     | 1760                 | 1761              |
|                                              | Josiah Hardy     | 1761                 | 1763              |
| Portrait of William Franklin by Mather Brown | William Franklin | 1763                 | 1776              |

## New Jersey szövetségi állam kormányzói
| New Jersey kormányzóinak listája                                              | New Jersey kormányzóinak listája                                              | New Jersey kormányzóinak listája                                              | New Jersey kormányzóinak listája                                              | New Jersey kormányzóinak listája                                              | New Jersey kormányzóinak listája                                              | New Jersey kormányzóinak listája | New Jersey kormányzóinak listája                                              | New Jersey kormányzóinak listája                                              |
| Föderalista Demokrata-Republikánus Whig Párt Demokrata Párt Republikánus Párt | Föderalista Demokrata-Republikánus Whig Párt Demokrata Párt Republikánus Párt | Föderalista Demokrata-Republikánus Whig Párt Demokrata Párt Republikánus Párt | Föderalista Demokrata-Republikánus Whig Párt Demokrata Párt Republikánus Párt | Föderalista Demokrata-Republikánus Whig Párt Demokrata Párt Republikánus Párt | Föderalista Demokrata-Republikánus Whig Párt Demokrata Párt Republikánus Párt | Föderalista Demokrata-Republikánus Whig Párt Demokrata Párt Republikánus Párt | Föderalista Demokrata-Republikánus Whig Párt Demokrata Párt Republikánus Párt | Föderalista Demokrata-Republikánus Whig Párt Demokrata Párt Republikánus Párt |
| #                                                                             | Kép                                                                           | Kormányzó                                                                     | Hivatali idő kezdete                                                          | Hivatali idő vége                                                             | Párt                                                                          | Egyéb választott (szövetségi) tisztségei | Helyettes                                                                     | Helyettes                                                                     |
| ----------------------------------------------------------------------------- | ----------------------------------------------------------------------------- | ----------------------------------------------------------------------------- | ----------------------------------------------------------------------------- | ----------------------------------------------------------------------------- | ----------------------------------------------------------------------------- | --- | ----------------------------------------------------------------------------- | ----------------------------------------------------------------------------- |
| 1                                                                             |                                                                               | William Livingston                                                            | 1776. augusztus 31.                                                           | 1790. július 25.                                                              |                                                                               | | Nem volt                                                                      | Nem volt                                                                      |
| —                                                                             |                                                                               | Elisha Lawrence                                                               | 1790. július 25.                                                              | 1790. október 29.                                                             |                                                                               | | Nem volt                                                                      | Nem volt                                                                      |
| 2                                                                             |                                                                               | William Paterson                                                              | 1790. október 29.                                                             | 1793. március 30.                                                             |                                                                               | A Legfelsőbb bíróság bírája (1793–1806) Az Egyesült Államok szenátusának tagja (1789–1790) | Nem volt                                                                      | Nem volt                                                                      |
| —                                                                             |                                                                               | Thomas Henderson                                                              | 1793. március 30.                                                             | 1793. június 3.                                                               |                                                                               | Az Egyesült Államok képviselőházának tagja (1795–1797) | Nem volt                                                                      | Nem volt                                                                      |
| 3                                                                             |                                                                               | Richard Howell                                                                | 1793. június 3.                                                               | 1801. október 31.                                                             |                                                                               | | Nem volt                                                                      | Nem volt                                                                      |
| 4                                                                             |                                                                               | Joseph Bloomfield                                                             | 1801. október 31.                                                             | 1802. október 28.                                                             |                                                                               | Az Egyesült Államok képviselőházának tagja (1817–1821) | Nem volt                                                                      | Nem volt                                                                      |
| —                                                                             |                                                                               | John Lambert                                                                  | 1802. október 28.                                                             | 1803. október 29.                                                             |                                                                               | Az Egyesült Államok képviselőházának tagja (1805–1809) Az Egyesült Államok szenátusának tagja (1809–1815)                                                                                        | Nem volt                                                                      | Nem volt                                                                      |
| 4                                                                             |                                                                               | Joseph Bloomfield                                                             | 1803. október 29.                                                             | 1812. október 29.                                                             |                                                                               | Az Egyesült Államok képviselőházának tagja (1817–1821) | Nem volt                                                                      | Nem volt                                                                      |
| 5                                                                             |                                                                               | Aaron Ogden                                                                   | 1812. október 29.                                                             | 1813. október 29.                                                             |                                                                               | Az Egyesült Államok szenátusának tagja (1801–1803) | Nem volt                                                                      | Nem volt                                                                      |
| 6                                                                             |                                                                               | William Sanford Pennington                                                    | 1813. október 29.                                                             | 1815. június 19.                                                              |                                                                               | | Nem volt                                                                      | Nem volt                                                                      |
| —                                                                             |                                                                               | William Kennedy                                                               | 1815. június 19.                                                              | 1815. október 26.                                                             |                                                                               | | Nem volt                                                                      | Nem volt                                                                      |
| 7                                                                             |                                                                               | Mahlon Dickerson                                                              | 1815. október 26.                                                             | 1817. február 1.                                                              |                                                                               | Az Egyesült Államok szenátusának tagja (1817–1833) Az Egyesült Államok tengerészeti államtitkára (1834–1838)                                                                                     | Nem volt                                                                      | Nem volt                                                                      |
| 8                                                                             |                                                                               | Isaac Halstead Williamson                                                     | 1817. február 6.                                                              | 1829. október 30.                                                             |                                                                               | | Nem volt                                                                      | Nem volt                                                                      |
| —                                                                             |                                                                               | Garret D. Wall                                                                | —                                                                             | —                                                                             |                                                                               | | Nem volt                                                                      | Nem volt                                                                      |
| 9                                                                             |                                                                               | Peter Dumont Vroom                                                            | 1829. november 6.                                                             | 1832. október 26.                                                             |                                                                               | Az Egyesült Államok képviselőházának tagja (1839–1841) Az Egyesült Államok nagykövete a Porosz Királyságban (1853–1857)                                                                          | Nem volt                                                                      | Nem volt                                                                      |
| 10                                                                            |                                                                               | Samuel L. Southard                                                            | 1832. október 26.                                                             | 1833. február 27.                                                             |                                                                               | Az Egyesült Államok szenátusának tagja (1821–1823; 1833–1842) Az Egyesült Államok tengerészeti államtitkára (1823–1829) Az Amerikai Egyesült Államok Szenátusának pro tempore elnöke (1841–1842) | Nem volt                                                                      | Nem volt                                                                      |
| 11                                                                            |                                                                               | Elias P. Seeley                                                               | 1833. február 27.                                                             | 1833. október 25.                                                             |                                                                               | | Nem volt                                                                      | Nem volt                                                                      |
| 9                                                                             |                                                                               | Peter Dumont Vroom                                                            | 1833. október 25.                                                             | 1836. november 3.                                                             |                                                                               | Az Egyesült Államok képviselőházának tagja (1839–1841) Az Egyesült Államok nagykövete a Porosz Királyságban (1853–1857)                                                                          | Nem volt                                                                      | Nem volt                                                                      |
| 12                                                                            |                                                                               | Philemon Dickerson                                                            | 1836. november 3.                                                             | 1837. október 27.                                                             |                                                                               | Az Egyesült Államok képviselőházának tagja (1833–1836; 1839–1841) | Nem volt                                                                      | Nem volt                                                                      |
| 13                                                                            |                                                                               | William Pennington                                                            | 1837. október 27.                                                             | 1843. október 27.                                                             |                                                                               | Az Egyesült Államok képviselőházának tagja (1859–1861) | Nem volt                                                                      | Nem volt                                                                      |
| 14                                                                            |                                                                               | Daniel Haines                                                                 | 1843. október 27.                                                             | 1845. január 21.                                                              |                                                                               | | Nem volt                                                                      | Nem volt                                                                      |
| 15                                                                            |                                                                               | Charles C. Stratton                                                           | 1845. január 21.                                                              | 1848. január 18.                                                              |                                                                               | Az Egyesült Államok képviselőházának tagja (1837–1839; 1841–1843) | Nem volt                                                                      | Nem volt                                                                      |
| 14                                                                            |                                                                               | Daniel Haines                                                                 | 1848. január 18.                                                              | 1851. január 21.                                                              |                                                                               | | Nem volt                                                                      | Nem volt                                                                      |
| 16                                                                            |                                                                               | George Franklin Fort                                                          | 1851. január 21.                                                              | 1854. január 17.                                                              |                                                                               | | Nem volt                                                                      | Nem volt                                                                      |
| 17                                                                            |                                                                               | Rodman M. Price                                                               | 1854. január 17.                                                              | 1857. január 20.                                                              |                                                                               | Az Egyesült Államok képviselőházának tagja (1851–1853) | Nem volt                                                                      | Nem volt                                                                      |
| 18                                                                            |                                                                               | William A. Newell                                                             | 1857. január 20.                                                              | 1860. január 17.                                                              |                                                                               | Az Egyesült Államok képviselőházának tagja (1847–1851; 1865–1867) A washingtoni terület kormányzója (1880–1884)                                                                                  | Nem volt                                                                      | Nem volt                                                                      |
| 19                                                                            |                                                                               | Charles Smith Olden                                                           | 1860. január 17.                                                              | 1863. január 20.                                                              |                                                                               | | Nem volt                                                                      | Nem volt                                                                      |
| 20                                                                            |                                                                               | Joel Parker                                                                   | 1863. január 20.                                                              | 1866. január 16.                                                              |                                                                               | | Nem volt                                                                      | Nem volt                                                                      |
| 21                                                                            |                                                                               | Marcus Lawrence Ward                                                          | 1866. január 16.                                                              | 1869. január 19.                                                              |                                                                               | Az Egyesült Államok képviselőházának tagja (1873–1875) | Nem volt                                                                      | Nem volt                                                                      |
| 22                                                                            |                                                                               | Theodore Fitz Randolph                                                        | 1869. január 19.                                                              | 1872. január 16.                                                              |                                                                               | Az Egyesült Államok szenátusának tagja (1875–1881) | Nem volt                                                                      | Nem volt                                                                      |
| 20                                                                            |                                                                               | Joel Parker                                                                   | 1872. január 16.                                                              | 1875. január 19.                                                              |                                                                               | | Nem volt                                                                      | Nem volt                                                                      |
| 23                                                                            |                                                                               | Joseph D. Bedle                                                               | 1875. január 19.                                                              | 1878. január 15.                                                              |                                                                               | | Nem volt                                                                      | Nem volt                                                                      |
| 24                                                                            |                                                                               | George B. McClellan                                                           | 1878. január 15.                                                              | 1881. január 18.                                                              |                                                                               | | Nem volt                                                                      | Nem volt                                                                      |
| 25                                                                            |                                                                               | George C. Ludlow                                                              | 1881. január 18.                                                              | 1884. január 15.                                                              |                                                                               | | Nem volt                                                                      | Nem volt                                                                      |
| 26                                                                            |                                                                               | Leon Abbett                                                                   | 1884. január 15.                                                              | 1887. január 18.                                                              |                                                                               | | Nem volt                                                                      | Nem volt                                                                      |
| 27                                                                            |                                                                               | Robert Stockton Green                                                         | 1887. január 18.                                                              | 1890. január 21.                                                              |                                                                               | Az Egyesült Államok képviselőházának tagja (1885–1887) | Nem volt                                                                      | Nem volt                                                                      |
| 26                                                                            |                                                                               | Leon Abbett                                                                   | 1890. január 21.                                                              | 1893. január 17.                                                              |                                                                               | | Nem volt                                                                      | Nem volt                                                                      |
| 28                                                                            |                                                                               | George Theodore Werts                                                         | 1893. január 17.                                                              | 1896. január 21.                                                              |                                                                               | | Nem volt                                                                      | Nem volt                                                                      |
| 29                                                                            |                                                                               | John W. Griggs                                                                | 1896. január 21.                                                              | 1898. január 31.                                                              |                                                                               | Az Egyesült Államok igazságügyi minisztere (1898–1901) | Nem volt                                                                      | Nem volt                                                                      |
| —                                                                             |                                                                               | Foster McGowan Voorhees                                                       | 1898. január 31.                                                              | 1898. október 18.                                                             |                                                                               | | Nem volt                                                                      | Nem volt                                                                      |
| —                                                                             |                                                                               | David Ogden Watkins                                                           | 1898. október 18.                                                             | 1899. január 17.                                                              |                                                                               | | Nem volt                                                                      | Nem volt                                                                      |
| 30                                                                            |                                                                               | Foster McGowan Voorhees                                                       | 1899. január 17.                                                              | 1902. január 21.                                                              |                                                                               | | Nem volt                                                                      | Nem volt                                                                      |
| 31                                                                            |                                                                               | Franklin Murphy                                                               | 1902. január 21.                                                              | 1905. január 17.                                                              |                                                                               | | Nem volt                                                                      | Nem volt                                                                      |
| 32                                                                            |                                                                               | Edward C. Stokes                                                              | 1905. január 17.                                                              | 1908. január 21.                                                              |                                                                               | | Nem volt                                                                      | Nem volt                                                                      |
| 33                                                                            |                                                                               | John Franklin Fort                                                            | 1908. január 21.                                                              | 1911. január 17.                                                              |                                                                               | | Nem volt                                                                      | Nem volt                                                                      |
| 34                                                                            |                                                                               | Woodrow Wilson                                                                | 1911. január 17.                                                              | 1913. március 1.                                                              |                                                                               | Az Amerikai Egyesült Államok 28. elnöke (1913–1921) | Nem volt                                                                      | Nem volt                                                                      |
| —                                                                             |                                                                               | James Fairman Fielder                                                         | 1913. március 1.                                                              | 1913. október 28.                                                             |                                                                               | | Nem volt                                                                      | Nem volt                                                                      |
| —                                                                             |                                                                               | Leon R. Taylor                                                                | 1913. október 28.                                                             | 1914. január 20.                                                              |                                                                               | | Nem volt                                                                      | Nem volt                                                                      |
| 35                                                                            |                                                                               | James Fairman Fielder                                                         | 1914. január 20.                                                              | 1917. január 16.                                                              |                                                                               | | Nem volt                                                                      | Nem volt                                                                      |
| 36                                                                            |                                                                               | Walter Evans Edge                                                             | 1917. január 16.                                                              | 1919. május 16.                                                               |                                                                               | Az Egyesült Államok szenátusának tagja (1919–1929) Az Egyesült Államok nagykövete Franciaországban (1929–1933)                                                                                   | Nem volt                                                                      | Nem volt                                                                      |
| —                                                                             |                                                                               | William Nelson Runyon                                                         | 1919. május 16.                                                               | 1920. január 13.                                                              |                                                                               | | Nem volt                                                                      | Nem volt                                                                      |
| —                                                                             |                                                                               | Clarence E. Case                                                              | 1920. január 13.                                                              | 1920. január 20.                                                              |                                                                               | | Nem volt                                                                      | Nem volt                                                                      |
| 37                                                                            |                                                                               | Edward I. Edwards                                                             | 1920. január 20.                                                              | 1923. január 15.                                                              |                                                                               | Az Egyesült Államok szenátusának tagja (1923–1929) | Nem volt                                                                      | Nem volt                                                                      |
| 38                                                                            |                                                                               | George Sebastian Silzer                                                       | 1923. január 15.                                                              | 1926. január 19.                                                              |                                                                               | | Nem volt                                                                      | Nem volt                                                                      |
| 39                                                                            |                                                                               | A. Harry Moore                                                                | 1926. január 19.                                                              | 1929. január 15.                                                              |                                                                               | Az Egyesült Államok szenátusának tagja (1935–1938) | Nem volt                                                                      | Nem volt                                                                      |
| 40                                                                            |                                                                               | Morgan Foster Larson                                                          | 1929. január 15.                                                              | 1932. január 19.                                                              |                                                                               | | Nem volt                                                                      | Nem volt                                                                      |
| 39                                                                            |                                                                               | A. Harry Moore                                                                | 1932. január 19.                                                              | January 3, 1935                                                               |                                                                               | Az Egyesült Államok szenátusának tagja (1935–1938) | Nem volt                                                                      | Nem volt                                                                      |
| —                                                                             |                                                                               | Clifford Ross Powell                                                          | 1935. január 3.                                                               | 1935. január 8.                                                               |                                                                               | | Nem volt                                                                      | Nem volt                                                                      |
| —                                                                             |                                                                               | Horace Griggs Prall                                                           | 1935. január 8.                                                               | 1935. január 15.                                                              |                                                                               | | Nem volt                                                                      | Nem volt                                                                      |
| 41                                                                            |                                                                               | Harold G. Hoffman                                                             | 1935. január 15.                                                              | 1938. január 18.                                                              |                                                                               | Az Egyesült Államok képviselőházának tagja (1935–1938) | Nem volt                                                                      | Nem volt                                                                      |
| 39                                                                            |                                                                               | A. Harry Moore                                                                | 1938. január 18.                                                              | 1941. január 21.                                                              |                                                                               | Az Egyesült Államok szenátusának tagja (1935–1938) | Nem volt                                                                      | Nem volt                                                                      |
| 42                                                                            |                                                                               | Charles Edison                                                                | 1941. január 21.                                                              | 1944. január 18.                                                              |                                                                               | Az Egyesült Államok tengerészeti miniszter-helyettese (1937–1940) Az Egyesült Államok tengerészeti minisztere (1940)                                                                             | Nem volt                                                                      | Nem volt                                                                      |
| 36                                                                            |                                                                               | Walter Evans Edge                                                             | 1944. január 18.                                                              | 1947. január 21.                                                              |                                                                               | Az Egyesült Államok szenátusának tagja (1919–1929) Az Egyesült Államok nagykövete Franciaországban (1929–1933)                                                                                   | Nem volt                                                                      | Nem volt                                                                      |
| 43                                                                            |                                                                               | Alfred E. Driscoll                                                            | 1947. január 21.                                                              | 1954. január 19.                                                              |                                                                               | | Nem volt                                                                      | Nem volt                                                                      |
| 44                                                                            |                                                                               | Robert B. Meyner                                                              | 1954. január 19.                                                              | 1962. január 16.                                                              |                                                                               | | Nem volt                                                                      | Nem volt                                                                      |
| 45                                                                            |                                                                               | Richard J. Hughes                                                             | 1962. január 16.                                                              | 1970. január 20.                                                              |                                                                               | | Nem volt                                                                      | Nem volt                                                                      |
| 46                                                                            |                                                                               | William T. Cahill                                                             | 1970. január 20.                                                              | 1974. január 15.                                                              |                                                                               | Az Egyesült Államok képviselőházának tagja (1959–1970) | Nem volt                                                                      | Nem volt                                                                      |
| 47                                                                            |                                                                               | Brendan Byrne                                                                 | 1974. január 15.                                                              | 1982. január 19.                                                              |                                                                               | | Nem volt                                                                      | Nem volt                                                                      |
| 48                                                                            |                                                                               | Thomas Kean                                                                   | 1982. január 19.                                                              | 1990. január 16.                                                              |                                                                               | | Nem volt                                                                      | Nem volt                                                                      |
| 49                                                                            |                                                                               | James Florio                                                                  | 1990. január 16.                                                              | 1994. január 18.                                                              |                                                                               | Az Egyesült Államok képviselőházának tagja (1975–1990) | Nem volt                                                                      | Nem volt                                                                      |
| 50                                                                            |                                                                               | Christine Todd Whitman                                                        | 1994. január 18.                                                              | 2001. január 31.                                                              |                                                                               | Az Amerikai Környezetvédelmi Hivatal elnöke (2001–2003) | Nem volt                                                                      | Nem volt                                                                      |
| 51                                                                            |                                                                               | Donald DiFrancesco                                                            | 2001. január 31.                                                              | 2002. január 8.                                                               |                                                                               | | Nem volt                                                                      | Nem volt                                                                      |
| —                                                                             |                                                                               | John Farmer Jr.                                                               | 2002. január 8.                                                               | 2002. január 8.                                                               |                                                                               | | Nem volt                                                                      | Nem volt                                                                      |
| —                                                                             |                                                                               | John O. Bennett                                                               | 2002. január 8.                                                               | 2002. január 12.                                                              |                                                                               | | Nem volt                                                                      | Nem volt                                                                      |
| —                                                                             |                                                                               | Richard Codey                                                                 | 2002. január 12.                                                              | 2002. január 15.                                                              |                                                                               | | Nem volt                                                                      | Nem volt                                                                      |
| 52                                                                            |                                                                               | Jim McGreevey                                                                 | 2002. január 15.                                                              | 2004. november 15.                                                            |                                                                               | | Nem volt                                                                      | Nem volt                                                                      |
| 53                                                                            |                                                                               | Richard Codey                                                                 | 2004. november 15.                                                            | 2006. január 17.                                                              |                                                                               | | Nem volt                                                                      | Nem volt                                                                      |
| 54                                                                            |                                                                               | Jon Corzine                                                                   | 2006. január 17.                                                              | 2010. január 19.                                                              |                                                                               | Az Egyesült Államok szenátusának tagja (2001–2006) | Nem volt                                                                      | Nem volt                                                                      |
| 55                                                                            |                                                                               | Chris Christie                                                                | 2010. január 19.                                                              | 2018. január 16.                                                              |                                                                               | | Kim Guadagno                                                                  |                                                                               |
| 56                                                                            |                                                                               | Phil Murphy                                                                   | 2018. január 16.                                                              | hivatalban                                                                    |                                                                               | Az Egyesült Államok szenátusának tagja | Sheila Oliver                                                                 |                                                                               |